# NGC 2753/2
NGC 2753/2 је елиптична галаксија у сазвежђу Рак која се налази на NGC листи објеката дубоког неба.
Деклинација објекта је + 25° 20' 39" а ректасцензија 9h 7m 8,5s. Привидна величина (магнитуда) објекта NGC 2753 износи 14,0 а фотографска магнитуда 15,0. NGC 27532 је још познат и под ознакама MCG 4-22-15, CGCG 121-20.